# Júcar
Júcar (kat. Xúquer) – rzeka w Hiszpanii. Źródła rzeki znajdują się w górach Cuenca. Jej długość wynosi 498 km, a powierzchnia zlewni – 22,4 tys. km². Głównym dopływem jest lewy dopływ Cabriel. Júcar uchodzi do Morza Śródziemnego (Zatoka Walencka).
Większe miasta położone nad rzeką: Alcira, Cuenca.